# Luciano De Paolis
Luciano De Paolis (ur. 14 czerwca 1941 w Rzymie w Rzymie) – włoski bobsleista, dwukrotny złoty medalista olimpijski z Grenoble.
Dwa razy startował na igrzyskach olimpijskich (IO 68, IO 72). W 1968 w duecie z pilotem Eugenio Montim (jednym z najwybitniejszych bobsleistów w historii) triumfował w dwójkach. Byli także członkami zwycięskiej czwórki. W 1970 został mistrzem świata. Był chorążym reprezentacji Włoch podczas ceremonii otwarcia IO 72.